# Cuaxinca
Cuaxinca är en ort i Mexiko.   Den ligger i kommunen Teolocholco och delstaten Tlaxcala, i den sydöstra delen av landet, 100 km öster om huvudstaden Mexico City. Cuaxinca ligger 2 438 meter över havet och antalet invånare är 514.
Terrängen runt Cuaxinca är kuperad österut, men västerut är den platt. Terrängen runt Cuaxinca sluttar västerut. Runt Cuaxinca är det mycket tätbefolkat, med 1 632 invånare per kvadratkilometer. Närmaste större samhälle är Tlaxcala de Xicohtencatl, 9,1 km norr om Cuaxinca. I omgivningarna runt Cuaxinca växer huvudsakligen savannskog.